# 갑돌이와 갑순이
"갑돌이와 갑순이"는 1972년에 개봉한 대한민국의 영화이다.

## 캐스팅
- 백일섭 : 갑돌 역
- 한정은 : 갑순 역
- 장동휘
- 허장강
- 최남현
- 한은진
- 김난영
- 박옥초
- 지영희
- 조춘
- 김문주
- 한명환
- 손승문
- 추봉
- 김승남
- 임성포
- 임운학
- 김영아
- 최은희
- 노혜숙
- 정미경
- 임예심
- 석귀녀
- 권일정